# Limenitis fulvus
Limenitis fulvus är en fjärilsart som beskrevs av Bang-haas 1937. Limenitis fulvus ingår i släktet Limenitis och familjen praktfjärilar. Inga underarter finns listade i Catalogue of Life.